# Russell Vought
Russell Thurlow Vought (Mount Vernon, 26 marzo 1976) è un politico statunitense, direttore dell'Ufficio per la gestione e il bilancio dal 2020 al 2021 e nuovamente a partire dal 7 febbraio 2025.

## Biografia
Nazionalista cristiano autodefinito, nel 2021 Vought ha fondato il Center for Renewing America, un'organizzazione che si oppone alla teoria critica della razza e sostiene l'idea dell'America come "nazione sotto Dio". Ha anche svolto un ruolo significativo nel Project 2025, un'iniziativa guidata dalla Heritage Foundation che mira a promuovere politiche conservatrici di destra e a rimodellare il governo federale. A maggio 2024 è stato nominato Direttore politico del comitato della piattaforma del Republican National Committee.
Nel novembre 2024, il presidente eletto Donald Trump ha annunciato che avrebbe rinominato Vought direttore dell'Ufficio per la gestione e il bilancio per il suo secondo mandato presidenziale. È stato confermato dal Senato degli Stati Uniti all'incarico il 6 febbraio 2025, con un voto di 53-47.